# Kunhuta Uherská
Kunhuta Uherská (1245 – 9. září 1285, Praha) nebo také Haličská či Mačevská byla druhou manželkou Přemysla Otakara II. a českou královnou, rakouskou, štýrskou, korutanskou a kraňskou vévodkyní z rodu Rurikovců. Za Přemysla Otakara II. se provdala v pouhých sedmnácti letech. Přestože byl sňatek uzavřen především z politických důvodů, bylo manželství šťastné a láskyplné.

## Život

### Původ

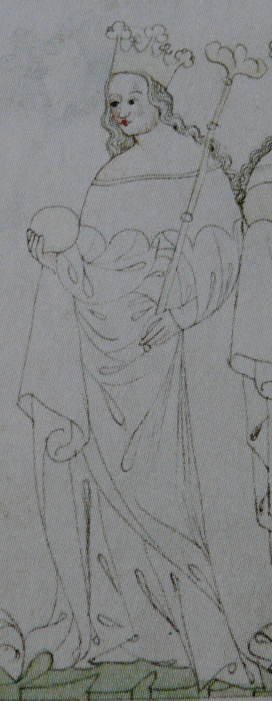
Kunhuta jako česká královna (Zbraslavská kronika)

Kunhuta byla vnučkou uherského krále a dcerou ruského knížete Rostislava z rodu Rurikovců a uherské princezny Anny z rodu Arpádovců. Přesné místo a denní datum narození Kunhuty není známo; je možné, že se narodila v zemích svého děda z otcovy strany, Michala Černigovského. Dětství však už trávila v Uhrách. Její otec, kníže Rostislav Michajlovič si totiž musel po útoku Tatarů na Rus a dále do Evropy zachránit život útěkem na dvůr uherského krále Bély IV. Ten Rostislavovi později dal za manželku svou dceru Annu a jmenoval jej bánem Slavonie (dnes v Chorvatsku) a Mačvy (dnes v Srbsku).
Když Béla IV. prohrál s českým králem Přemyslem Otakarem II. bitvu u Kressenbrunnu, chtěl z něj protivník udělat spíše spojence než nepřítele a rozhodl se tedy pro svatbu s některou z arpádovských princezen. Původně Přemysl Otakar žádal o ruku Bélovy dcery Markéty. Ta o sňatek nejevila zájem, protože chtěla svůj život zasvětit Bohu, a Přemysla stejně jako mnoho nápadníků před ním odmítla. Místo Markéty tedy Béla IV. nabídl Přemyslovi svou vnučku Kunhutu.

### Česká královna
Kunhuta se za českého krále Přemysla Otakara II. vdala 25. října 1261 v Horních Uhrách v Prešpurku (Bratislava). Byla jeho druhou manželkou, neboť první ženu Markétu Babenberskou Přemysl zapudil pro neplodnost. To ovšem bylo zřejmé už při jejich sňatku, kdy Markétě bylo téměř padesát let a Přemyslovi dvacet tři. Rychlost, se kterou svatba následovala po Přemyslově rozvodu s Markétou, svědčí o tom, že se jednalo o dlouhodoběji připravovaný akt. Dne 25. prosince téhož roku se konala okázalá pražská korunovace, která se stala velkou společenskou událostí tehdejší Evropy. Přemysl si Markétiným zapuzením znepřátelil rakouskou šlechtu, byť manželství s Kunhutou bylo motivováno především snahou o legitimního dědice a alespoň dočasný mír s Arpádovci. Ten vydržel celé další desetiletí.

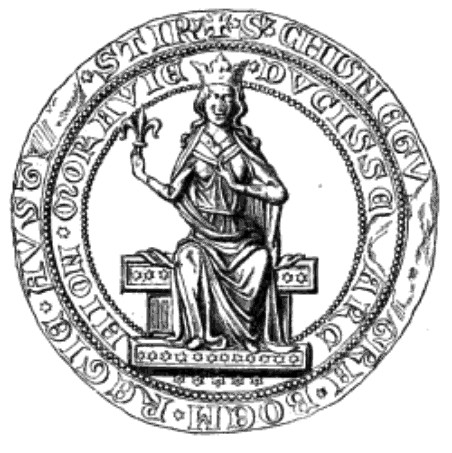
Kunhutina pečeť

O Kunhutě se daleko za hranicemi mluvilo jako o temperamentní a výjimečně krásné ženě a Přemysla často doprovázela na turnajích. S Přemyslem Otakarem měla nejspíš šest dětí, mezi nimi dcery Kunhutu a Anežku, ale tak očekávaný dědic trůnu Václav se narodil až koncem září 1271. Lucemburské kroniky zmiňují ještě další tři děti: mluví o synech, jinde figuruje dcera Markéta. O královně v této době příliš slyšet není. Ví se, že král dal své manželce pro pobavení na Pražský hrad přivézt lvy.

Některé dobové zápisy (především kronika Otakara Štýrského) o Kunhutě Uherské tvrdí, že to byla žena velmi ctižádostivá. Jako vdova skutečně přijímala audience jako vládkyně. Podle některých pramenů měla na Přemysla velký vliv a byla to právě ona, která jej vehnala do bitvy s Rudolfem Habsburským. Také ji obviňují, že její romance se Závišem z Falkenštejna začala už za Přemyslova života. Falkenštejn se však vzhledem ke vztahu krále s Vítkovci jen stěží mohl s Kunhutou Uherskou setkat už na Přemyslově dvoře. Jedná se o spekulace založené na slovech v pozdější staročeské písni:
| „ | Záviše proto (král) vyhnal bieše, že u králové na freji bieše… | “ |

### Listy královny Kunhuty
S osobou královny Kunhuty souvisejí i zápisy v dikcionáři mistra Bohuslava. Listy královny Kunhuty určené králi Přemyslovi ovšem nemusely být nikdy odeslány. Dost dobře mohly sloužit jen jako vymyšlené cvičební texty a snad jsou ovlivněné rétorským učením Jindřicha z Isernie. Mohly vzniknout až po Přemyslově smrti, aby ukázaly v trochu lepším světle královnu vdovu, která podle mínění současníků pošpinila památku svého královského manžela. Ať už ale vznikly z popudu Kunhuty či ne, každopádně se jedná o slova velice krásná:
| „ | Čekalo, čekalo srdce naše s radostí na návrat Váš. K jeho uvítání rozhodly jsme se s touhou v srdci i v duši pospíšiti vstříc na místo i v den, na které jste ustanovil, že po prvé vstoupíte na pomezí Čech. Tam nechť předběhne Vás tento lístek a uvítá Vás tak v radosti a jásání vytouženého blaha, vlévaje a podněcuje nade vše milostnost drahé sladkosti, a kéž té, jež milého čeká, vrátí se stejná láska jeho, utěšující předzvěst přítomnosti toužebně očekávaného. A kéž pak i Vy sám, po němž toužíme, na vrcholu úspěchů přijdete v řečený kraj, naším objetím milý, nejmilejší. | “ |

### Před bitvou na Moravském poli
Manželství Kunhuty bylo provázeno upevňováním mocenského postavení Přemysla Otakara II. a mnoha bitvami o udržení nebo získání území. Královský dědic Václav přišel na svět v roce 1271, kdy Kunhutin strýc a nový uherský král Štěpán vyhlásil Přemyslovi válku. Dosud spřátelené rody tak spolu začaly bojovat. Štěpán byl poražen téhož roku u Rabnice a o rok později zemřel. V Uhrách byl zavražděn Kunhutin bratr Béla, který usiloval o trůn. Přemysl vpadl do Horních Uher a chtěl opanovat jejich západní část.
Během tažení se Přemysl Otakar II. dozvěděl o volbě nového římského krále, kterým se stal dosud bezvýznamný Rudolf I. Habsburský. Českého panovníka, který nebyl přizván k volbě, to rozhořčilo natolik, že volbu neuznal. Traduje se, že k tomuto kroku Přemysla podněcovala ambiciózní Kunhuta. Oba neústupní soupeři rozpoutali politickou bitvu, která vyústila v tragickou bitvu na Moravském poli.

### Po bitvě na Moravském poli
Po prohrané bitvě na Moravském poli (1278) se Kunhutě nepodařilo zachovat státní integritu a nezávislost. Zájemci o poručnictví Václava a tudíž správu země byli dva – braniborský markrabě Ota V. a vratislavský kníže Jindřich IV. Probus, oba spojeni s českým královským dvorem příbuzenskými vztahy.
Snaha ochránit sebe a syna Kunhutu donutila navázat spojení s Rudolfem Habsburským a potvrdit mu slib o svatbě svých a Rudolfových dětí (součást mírových podmínek z roku 1276). Usilovala o poručnictví Jindřicha Probuse, Rudolf ho ovšem ponechal Otovi, sám si ponechal na pět let Moravu, Jindřichovi připadlo Kladsko, Kunhutě Opavsko (o které bude později neúspěšně bojovat s Mikulášem Opavským).
Neshody s Otou vedly k internaci královny a dětí na Bezdězu, odkud se jí podařilo utéct, ovšem bez Václava. Právě skutečnost, že opustila syna a jediného žijícího Přemyslovce, nemohou mnozí historici Kunhutě zapomenout. Dá se ovšem pochybovat o tom, že Kunhuta v zajetí mohla synovi nějak pomoci. Bezděz navíc zřejmě nebyl těžkým žalářem a Václavovi dělala společnost chůva Eliška. Je ovšem pravda, že zápisy v kronikách královnin „chytrý“ útěk komentují s obdivem i odporem.
Otova vojska v Čechách loupila, vypalovala vesnice, vraždila a znásilňovala. Rozkrádání majetku vedlo k odporu české šlechty, neboť ani jejich majetky nezůstaly ušetřeny. Na Opavsku se začaly vytvářet vojenské oddíly oddané královně. Do jejich čela se postavil Záviš z Falkenštejna, neboť Braniboři poplenili i jeho bohaté statky.
Kunhutě nezbývalo nic jiného, než se obrátit na přemožitele svého muže římského krále Rudolfa I. Habsburského a požádat ho o pomoc. V roce 1280 jí slíbil pomoc a na důkaz přátelství se domluvili na sňatku Václava s jeho dcerou Gutou. Braniborský vévoda Ota byl pak z Čech vyhnán vojenskou silou, ale ponechal si v zajetí Václava. Ten byl do Čech vrácen až v roce 1283, ve svých dvanácti letech, za tučné výkupné.

### Paní z Falkenštejna
Na Hradci u Opavy si královna-vdova zřídila dvůr, kam někdy v roce 1280 přichází Záviš z Falkenštejna. Okouzlující Falkenštejn se stává nejen purkrabím na Hradci (1281), ale také jejím milencem. V té době se za něj možná tajně vdala. V roce 1281-2 Falkenštejnovi porodila syna Jana. Dle pověsti se tak stalo pravděpodobně na hrádku poblíž Svojanova.
| „                     | ...jeden šlechtic z Čech, jménem Záviš... po smrti krále Otakara navštívil královnu Kunhutu pobývající na Moravě a začal jí býti nad ostatní rytíře ne tak v službách ochotnější, jako v rozmluvách důvěrnější... Ale že mysl ženy tak snadno podléhá změnám, královna, jak říkají, ošálena od něho jakýmisi úskoky kouzelného umění, milujíc jej velmi prudce, brzy se snažila mu zalíbiti, odpustila mu ze srdce jeho provinění proti královi a ustanovila ho v denní družině svého dvora přednějším před ostatními... Záviš pozoruje, že nalezl v očích královniných milost, zatoužil po vyšších věcech a vzbudil v srdci královnině lásku k sobě, obelstiv ji nějakými černokněžnickými pokusy... | “ |
| — Zbraslavská kronika | |   |

Po Václavově návratu z braniborského zajetí v roce 1283 byla královna přijata zpátky ke dvoru a na její přímluvu i Záviš z Falkenštejna, který měl v následujících letech velký vliv na Václava. Roku 1285 Kunhuta doprovázela syna Václava do Chebu, kde se stvrdil jeho sňatek s Gutou Habsburskou. Toho roku se pravděpodobně i ona oficiálně vdala za Záviše z Falkenštejna. V témže roce 9. září zemřela, zřejmě na tuberkulózu. Kunhuta Uherská je pohřbena v Anežském klášteře v Praze, vedle sv. Anežky České a rodičů Přemysla Otakara II.
Záviš z Falkenštejna po smrti Kunhuty a svatbě Václava s Gutou postupně ztratil svůj vliv. Václav vyslyšel pomluvy, které obviňovaly Záviše z Falkenštejna ze zrady a usilování o moc. V roce 1289 byl zatčen a přes povstání Vítkovců byl v roce 1290 pod hradem Hluboká popraven.

## Potomci
Dospělosti se dožily tři z šesti dětí Přemysla Otakara II. a Kunhuty Uherské:
- Kunhuta Přemyslovna (1265–1321), polská (mazovská) kněžna a abatyše u sv. Jiří

∞ 1291 Boleslav II. Mazovský
- Anežka Přemyslovna (1269–1296), rakouská vévodkyně

∞ 1285 Rudolf II. (Švábský)
- Václav II. (1271–1305), český a polský král

∞ 1285 Guta Habsburská
∞ 1300 Eliška Rejčka
- Markéta, zemřela v dětství
- syn, zemřel brzy po narození
- syn, zemřel brzy po narození

Ze vztahu Kunhuty a Záviše z Falkenštejna se narodil jeden syn:
- Jan (Ješek) z Falkenštejna